# Kodama Gentarō

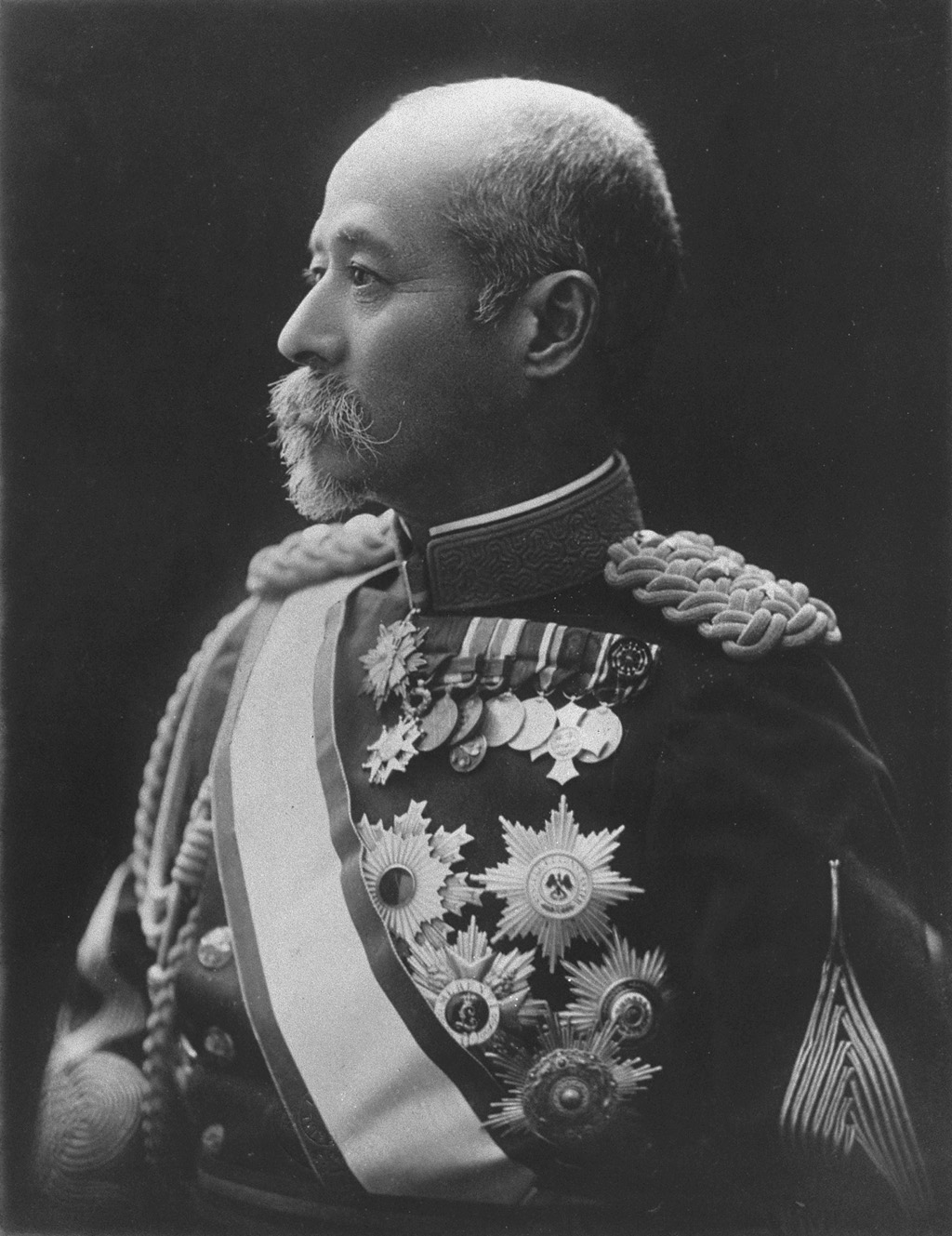
Kodama Gentarō.

Kodama Gentarō, född 16 mars 1852, död 23 juli 1906 var en japansk vicomte och militär.
Kodama blev löjtnant 1871, generallöjtnant 1896 och general av infanteriet 1904. Han utmärkte sig särskilt under revolutionskrigen 1874-77, var 1898-1900 guvernör på Formosa, 1900-03 krigsminister och 1903-04 inrikesminister och vice generalstabschef. Under rysk-japanska kriget 1904-05 var han generalstabschef vid armén i Manchuriet och blev 1906 vicomte.